# Augusteum y foro romano de Cartagena
La ciudad de Carthago Nova fue elevada en 44 a. C. al rango de colonia romana con el nombre de Colonia Vrbs Iulia Nova Carthago (C.V.I.N.C). Inmediatamente, durante el mandato de Augusto, se emprendió un ambicioso proceso de romanización y urbanización de la ciudad que la convertirían en una de las más esplendorosas del Imperio romano.
La ciudad contaba desde época republicana con un gran anfiteatro. El emperador Augusto la iba a dotar ahora de un lujoso teatro romano y un gran foro.
El foro romano de Carthago Nova se situaba en el centro de la ciudad, en la confluencia de las principales vías de comunicación (el cardo y el decumano), y entre las montañas del cerro de la Concepción (donde se encontraba el teatro) y el Arx Asdrubalis (en la actualidad cerro del Molinete).
El foro se situaba aproximadamente bajo la actual plaza de San Francisco y ha sido parcialmente excavado. Entre los principales monumentos del foro que se han encontrado hasta ahora destacan:
- Templo dedicado a la tríada capitolina: Júpiter, Juno y Minerva. Al norte, sobre el cerro del Molinete, se ha encontrado el podium sobre el que se asentaba este templo, común en casi todos los foros romanos. En la actualidad, está a la espera de un proceso de excavación y valoración.
- El augusteum. Al sur de la plaza se excavó un edificio que parece que tenía la función de colegio de augustales, o sacerdotes del culto al emperador Augusto. Este yacimiento está puesto en valor y es visitable dentro del programa Cartagena Puerto de Culturas.
- La curia. Sede del gobierno de la colonia. Apareció durante las obras del nuevo centro de salud del casco antiguo y será visitable cuando concluyan las obras del mismo. Estaba decorado y pavimentado con lujosos mármoles traídos de todos los lugares del Imperio. En estas excavaciones apareció la escultura de Augusto togado.

En 2008 se puso en marcha la excavación integral de toda la ladera sur del molinete, descubriéndose en su totalidad unas termas y una palestra de época bajoimperial que ya se conocían parcialmente, así como una lujosa vivienda de algún magistrado de la ciudad.
La mayor parte de materiales procedentes de estos tres yacimientos, y otros materiales encontrados en excavaciones de solares cercanos y que se relacionan con el foro romano de Carthago Nova se pueden encontrar actualmente en el Museo Arqueológico Municipal.

## Galería de fotos

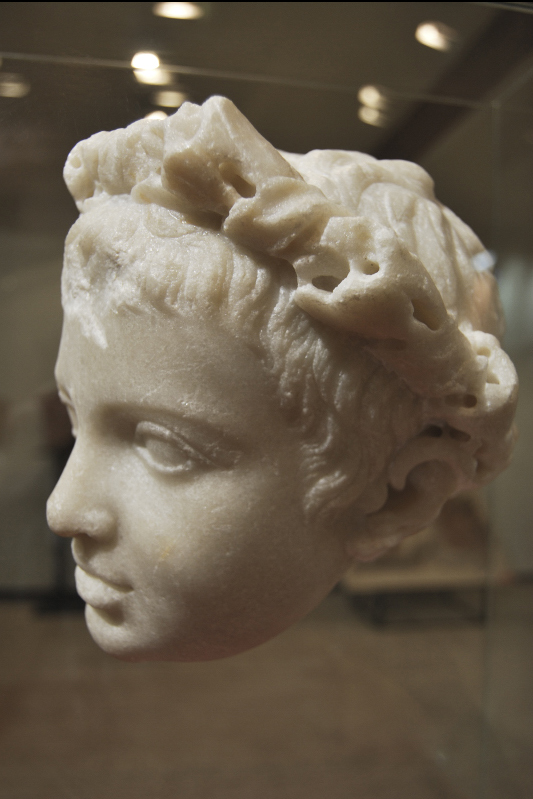
Cabeza de niño procedente del foro, posiblemente Tiberio. Museo Arqueológico de Cartagena.
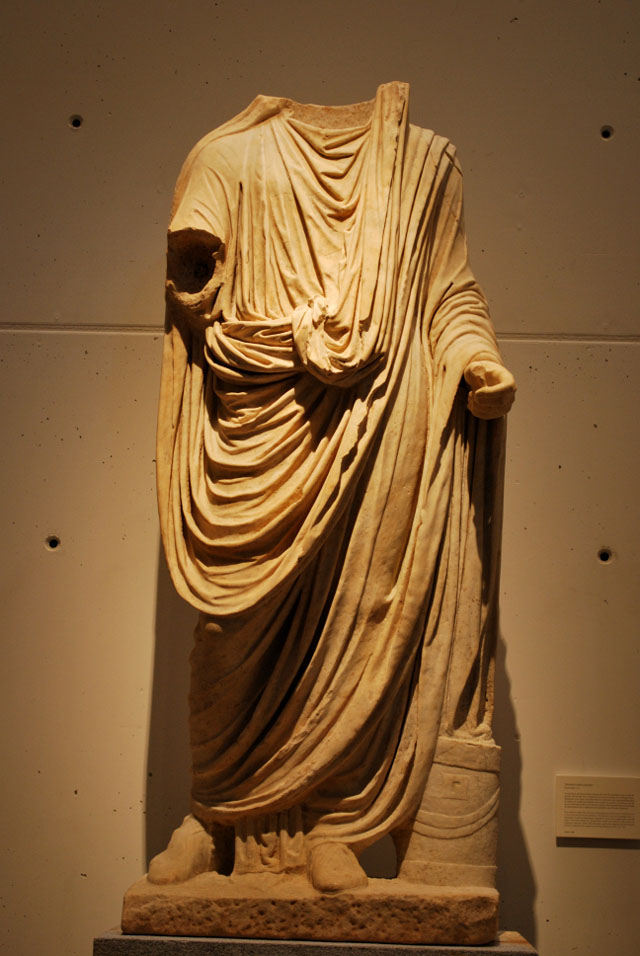
Augusto togado procedente de la curia romana de Carthago Nova. Museo del Teatro Romano de Cartagena
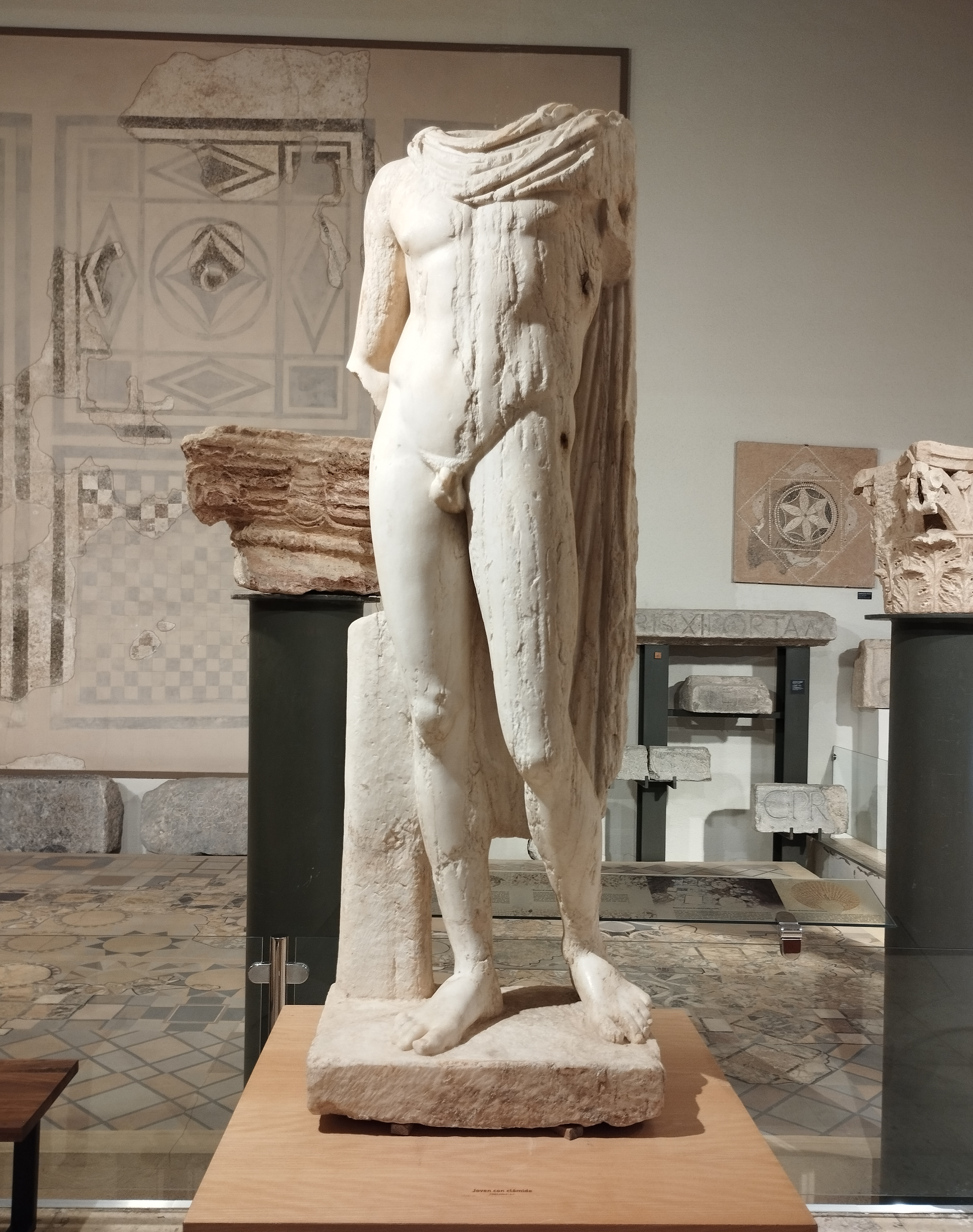
Joven con clámide. Museo Arq.de Cartagena
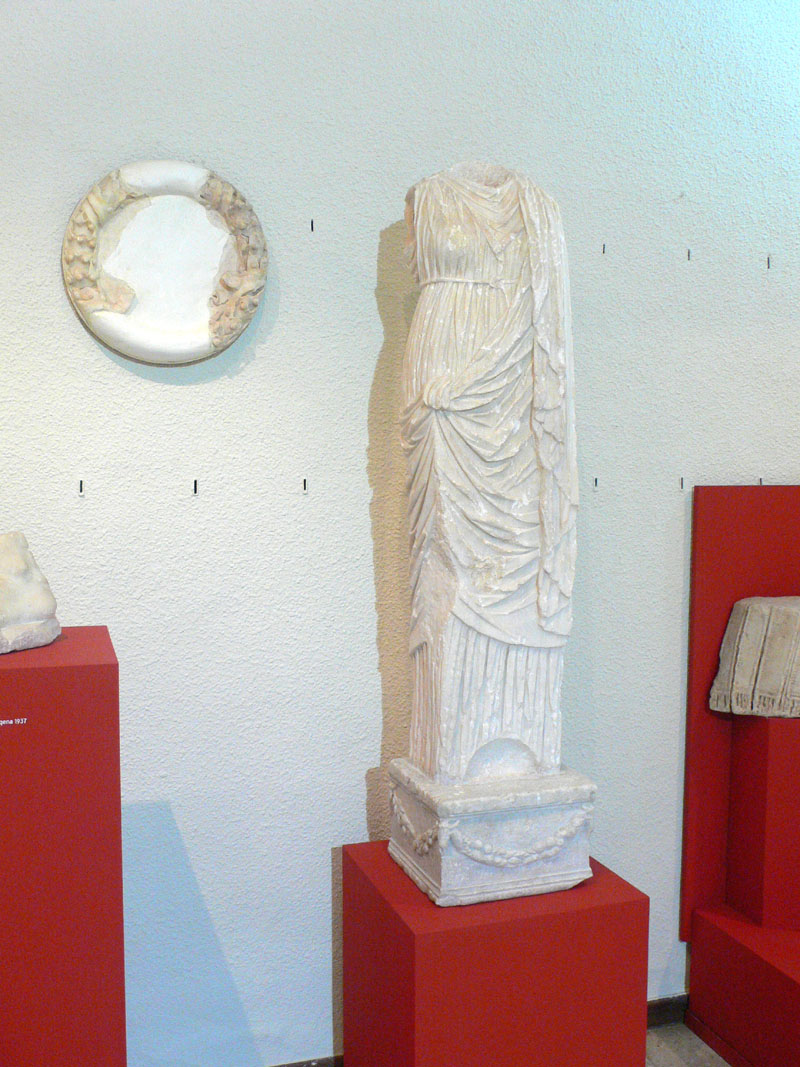
Cariátide del foro romano de Carthago Nova.